# 24922 Bechtel
24922 Bechtel è un asteroide della fascia principale. Scoperto nel 1997, presenta un'orbita caratterizzata da un semiasse maggiore pari a 2,2537821 UA e da un'eccentricità di 0,1864835, inclinata di 5,53068° rispetto all'eclittica.